# Hénansal
Hénansal är en kommun i departementet Côtes-d'Armor i regionen Bretagne i nordvästra Frankrike. Kommunen ligger i kantonen Matignon som tillhör arrondissementet Dinan. År 2022 hade Hénansal 1 263 invånare.

## Befolkningsutveckling
Antalet invånare i kommunen Hénansal
Referens:INSEE